# Wissen Media Verlag

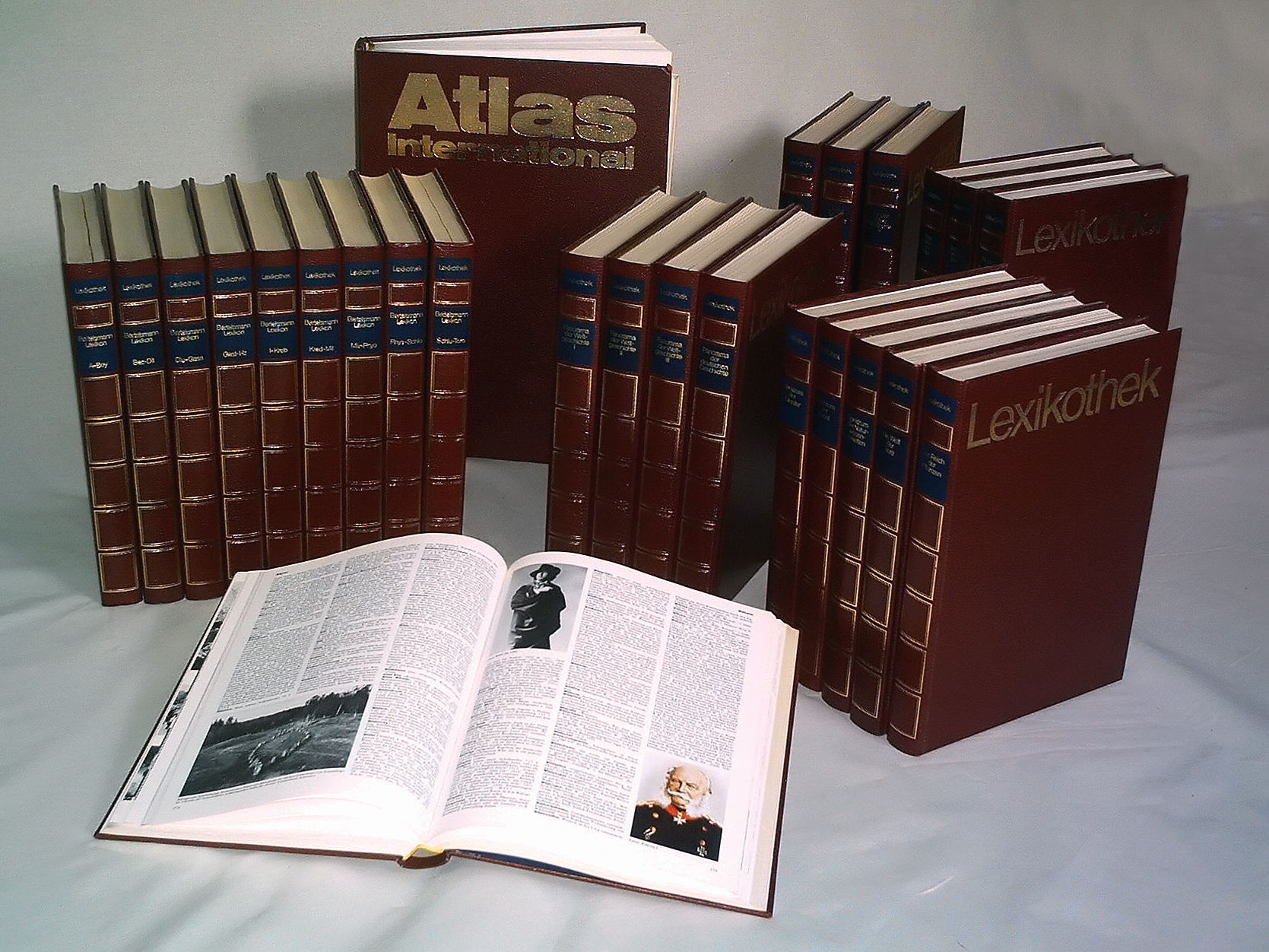
Die Bertelsmann Lexikothek in 26 Bänden: das Bertelsmann Lexikon in 10 Bänden und 16 Ergänzungsbänden, in der Auflage von 1983

Die Wissen Media Verlag GmbH war ein 1952 gegründeter deutscher Verlag, der zur Wissen Media Group GmbH innerhalb der arvato AG zu Bertelsmann gehörte. Er zählte zu den führenden Lexikonverlagen Europas. Jährlich erschienen im Wissen Media Verlag etwa 100 gedruckte Titel sowie elektronische Medien. Die Fachgebiete des Verlages waren Lexika, Chroniken, Wörterbücher (ein- und zweisprachige) sowie Sachliteratur. Der Verlagssitz befand sich in Gütersloh. Der Verlag  mit den Handelsmarken Brockhaus, Bertelsmann Lexikon und Chronik stellte sein Buchhandelsgeschäft zum 1. Februar 2014 ein.

## Geschichte
Der C. Bertelsmann Verlag startete 1952 mit Alfred Christoph die verlegerische Aktivität im Lexikonbereich und baute eine entsprechende Fachredaktion mit Bildstelle und grafischer Abteilung auf. Als erster Titel erschien ein Jahr später das bis heute über drei Millionen Mal verkaufte universelle Handbuch „Ich sag dir alles“. Der erste Band des insgesamt vierbändigen Nachschlagewerks „Das Bertelsmann Lexikon“ wurde veröffentlicht und gab den Startschuss für ein Programm mehrbändiger Lexika. Im Jahr 1955 wurde mit dem Beginn der zweisprachigen Wörterbucharbeit und der Gründung des Lexikon-Auskunftsdienstes (LAD) Verlagssortiment und Verlagsservice erweitert. 1964 nahm die Lexikon-Redaktion die Bezeichnung Lexikon-Institut Bertelsmann an. Im Jahr 1966 erschien der Titel „Wahrig – Deutsches Wörterbuch“, der heute mit über zwei Millionen verkauften Exemplaren als Standardwerk unter den einbändigen deutschen Wörterbüchern gilt.
Innerhalb der neu geordneten Verlagsgruppe Bertelsmann wurde 1968 der Bertelsmann Lexikon Verlag neu gegründet. Im Jahr 1971 wurde der Name „Lexikothek“ beim deutschen Patentamt als Warenzeichen eingetragen und bezeichnete ein neuartiges enzyklopädisches Informations- und Bildungssystem. Die neu gegründete Lexikothek Verlag GmbH erstellte ab 1979 Reihenwerke, wie z. B. die Bertelsmann Lexikothek in 26 Bänden, für den Direktvertrieb und die Bertelsmann Buchgemeinschaften. Ab 1983 wurde der Verlag in Bertelsmann Lexikothek Verlag GmbH umbenannt. 1988 firmierte der Verlag erneut als Bertelsmann Lexikon Verlag, nachdem er wieder im Sortimentsbuchhandel aktiv wurde. Er entwickelte als erster deutschsprachiger Verlag ein Lexikon für elektronische Datenträger, die so genannte „Lexicodisc“.
Mit dem Bertelsmann Universallexikon wurde 1990 die Tradition einbändiger Lexika, die 1956 mit dem „Bertelsmann Volkslexikon“ begründet wurde, fortgesetzt. Danach erschien das Lexikon jedes Jahr in einer aktuellen Ausgabe. 1991 wurde die neue Reihe „Bertelsmann Wörterbücher“ mit dem „Wahrig Fremdwörterlexikon“ gestartet, die bis 1995 auf 5 Bände anwuchs. Unter der Marke „BEE-Book“ wurden Nachschlagewerke wie das „Bertelsmann Universal Lexikon“ als CD-ROM entwickelt und angeboten. Das Verlagshaus Stuttgart wurde 1993 in den Verlag integriert. Mit Kompakt- und Taschenwörterbüchern in vier Sprachen wird eine neue zweisprachige Wörterbuch-Reihe ins Leben gerufen.
Der vom Harenberg Verlag gekaufte Chronik Verlag wurde 1994 mit einem über 100 Titel umfassenden Programm dem Bertelsmann Lexikon Verlag organisatorisch zugeordnet. 1996 erschien „Bertelsmann – Die neue deutsche Rechtschreibung“. Der Titel „Die neue deutsche Rechtschreibung für Schüler“ eröffnete 1997 die neue Wörterbuchreihe „Schüler Bertelsmann“. Der Bertelsmann Lexikon Verlag wechselte 1998 inklusive Chronik Verlag und Verlagshaus Stuttgart von der Verlagsgruppe Bertelsmann zum Bereich Lexikongeschäft und Großobjekte. Im Jahr 1999 wurde Christoph Hünermann Verlagsleiter der Bertelsmann Lexikon-Verlage. Das „Bertelsmann Kinderlexikon“ komplettierte die Reihe der einbändigen Lexika. Mit der kostenlosen „Bertelsmann Sprachberatung“ ging eine damals neuartige Serviceleistung im Internet online. Im Mai 2000 wurde das Internet-Wissensportal wissen.de an den Start gebracht, das nach 14 Jahren aber wegen mangelnder wirtschaftlicher Perspektive von der Konradin Mediengruppe übernommen wurde. Innerhalb des Unternehmens Bertelsmann Direktvertriebe und Verlage wechselten die Bertelsmann Lexikon-Verlage zum Unternehmensbereich arvato.
Ab 2001 firmierte Bertelsmann Direktvertriebe und Verlage unter dem neuen Namen InmediaOne. Die Content-, Technologie- und Vermarktungskompetenzen der Bertelsmann Lexikon Verlage, des Internetportals wissen.de und der Technologiefirma Nionex GmbH wurden im Dezember 2001 in die Wissen Media Group GmbH zusammengefasst. In Kooperation mit Larousse startete die neue zweisprachige Wörterbuchreihe „viamundo“ in drei unterschiedlichen Formaten mit den Sprachen Englisch, Französisch, Spanisch und Italienisch.
Mit Wissen Media Verlag GmbH erhielt 2002 der Bertelsmann Lexikon Verlag im März einen neuen handelsrechtlichen Namen. Die Geschäftsführung lag bei Christoph Hünermann. Alle einsprachigen Wörterbücher des Verlages erschienen fortan unter dem Markennamen Wahrig. Neben den verlegerischen Tätigkeiten etablierte sich der Verlag als Anbieter im Bereich Content- und Wissensmanagement. Vom 1. Januar 2003 bis zum 30. Juni 2008 gehörte der Verlag zur DirectGroup Bertelsmann, am 1. Juli 2008 wechselte er zurück zur arvato AG und der Verlag feierte „50 Jahre Bertelsmann Lexika“. Als Partner der FIFA veröffentlichte der Verlag 2005 die ersten Titel einer Reihe offizieller Lizenzprodukte zur Fußball-Weltmeisterschaft 2006. Im Jahr 2007 gründete die Wissen Media Group mit der SPIEGELnet GmbH das Gemeinschaftsunternehmen Spiegel Wissen GmbH & Co KG. Dieses brachte im Frühjahr 2008 das deutschsprachige Wissensportal Spiegel Wissen auf den Markt, das durch Werbung (vermarktet von der Spiegel-Tochtergesellschaft Quality Channel) kostenfrei nutzbar war. Die Wissen Media Group (mit 49 % beteiligt) brachte in das Joint-Venture die Inhalte der Bertelsmann-Lexika und -Wörterbücher ein, die Spiegel-Gruppe (mit 51 % beteiligt) Inhalte aus dem Printmagazin Der Spiegel (alle Inhalte seit seiner Gründung im Jahr 1947, mit Ausnahme der letzten beiden Hefte) sowie aus Spiegel Online. Diese Inhalte wurden durch Artikel aus der freien Enzyklopädie Wikipedia ergänzt. Die operative Leitung des Unternehmens lag bei der Spiegel-Gruppe, deren Redakteure die Inhalte aufbereiteten und aktualisierten.
2013 gab Bertelsmann bekannt, dass die Tätigkeit der Wissen Media Verlag GmbH bis Mitte 2014 schrittweise eingestellt wird. Der Direktvertrieb aller Verlagsprodukte wurde zum 1. Februar 2014 eingestellt.

## Wikipedia-Lexikon in einem Band
Im September 2008 brachte der Verlag in Zusammenarbeit mit der Wikimedia Foundation unter dem Verlagsimprint Bertelsmann Lexikon Institut das Wikipedia Lexikon in einem Band in den deutschen Buchhandel. Das  Wikipedia-Lexikon ist ein populärwissenschaftliches Nachschlagewerk, dessen Stichwörter auf Inhalten der Online-Enzyklopädie Wikipedia basieren. Die Auswahl der Lemmata wurde dabei direkt von den Lese-Zugriffszahlen auf die Seiten des Webprojekts gesteuert.

## Letzte Brockhaus-Ausgabe
Nachdem der Verlag 2009 die Marke Brockhaus erworben hatte, erschien unter anderem 2011 das von wissenmedia herausgegebene Einbandlexikon Der Brockhaus in einem Band.
Im darauffolgenden Jahr, 2012, wurde die bislang letzte gedruckte Brockhaus-Lexikonausgabe veröffentlicht: Der Brockhaus A–Z Wissen in 6 Bänden und Brockhaus Themenwissen in 6 Bänden (zusammen 12 Bände). Der Name Brockhaus wird jedoch noch weiterhin beim jährlich erscheinenden Enzyklopädie-Jahrbuch verwendet.